# 莫迪保·迪亞基特
莫迪保·迪亞基特（法語：Modibo Diakité，1987年3月2日—），出生於法國皇后鎮，是一名法國籍塞內加爾裔職業足球員，司職中后卫，目前效力于西甲球队拉科鲁尼亚。

## 職業生涯

### 球會
佩斯卡拉
拉齐奥
2013年5月31日，傳媒報導英超球隊桑德兰同意迪亞基特提出條件，他於6月30日約滿拉齐奥後，會以自由身加盟桑德兰。
桑德兰

## 榮譽

### 拉齐奥
意大利盃 (1): 2008/09;
意大利超級盃 (1): 2009;

## 外部連結
- 拉齐奥官網：莫迪保·迪亞基特簡介 （页面存档备份，存于） （意大利文）
- 足球数据库：莫迪保·迪亞基特的球员统计数据